# Julia Evelina Smith
Julia Evelina Smith, née le 27 mai 1792 et morte le 6 mars 1886, est une militante américaine pour le droit de vote des femmes.
Elle est également la première femme à traduire la Bible de ses langues originales vers l'anglais. Elle est aussi l'autrice du livre Abby Smith and Her Cows qui raconte l'histoire de sa lutte de résistance fiscale avec sa sœur Abby Hadassah Smith pour la cause du suffrage des femmes alors qu'elles vivent toutes deux à Kimberly Mansion dans le Connecticut.

## Biographie
Julia Evelina Smith est née dans une grande famille de femmes, les Smith de Glastonbury, qui défendaient activement l'éducation des femmes, l'abolition de l'esclavage et le droit de vote des femmes. Elle est la quatrième des cinq filles de Hannah Hadassah (Hickok) Smith (1767-1850) et de Zephaniah Smith, un pasteur non conformiste prospère devenu agriculteur à Glastonbury dans le Connecticut,. Elle fait ses études au Troy Female Seminary.

## Publications

### Traduction biblique
Au cours de ses études, Julia Evelina Smith approfondit ses connaissances en latin, en grec et en hébreu. Après avoir lu la Bible dans ses langues originales, elle décide d'entreprendre sa propre traduction en mettant l'accent sur le littéralisme. Après huit années de travail, elle achève la traduction en 1855, mais celle-ci n'est pas imprimée avant deux décennies. La Sainte Bible de Smith : contenant l'Ancien et le Nouveau Testament ; Traduit littéralement des langues originales est finalement publiée en 1876. Bien que son littéralisme en rende la lecture saccadée, la traduction de Smith était la seule traduction contemporaine de la Bible fondée sur ses langues originales qui soit disponible pour les lecteurs anglophones jusqu'à la publication de la version révisée britannique en 1881.
C’est aussi la première traduction complète de la Bible réalisée par une femme.

### Abby Smith et ses vaches
En 1872, la ville de Glastonbury a tenté d'augmenter les impôts des deux sœurs Smith survivantes, Julia et Abby, ainsi que de deux autres veuves de la ville.
Les sœurs ont refusé de payer les impôts au motif qu'elles n'avaient pas le droit de voter aux assemblées municipales, arguant que le prélèvement fiscal équivalait au même type de taxation injuste sans représentation qui avait contribué à déclencher la Révolution américaine,.
Menée par la plus jeune des sœurs, Abby, la révolte des sœurs a d'abord été relayée par un journal du Massachusetts, The Republican, et s'est rapidement étendue aux journaux de tout le pays.
L'affaire était compliquée par la corruption et les malversations du percepteur des impôts de la ville, qui non seulement s'était emparé illégalement des terres des sœurs, mais avait également conclu un accord secret pour vendre une partie des meilleures superficies à un voisin cupide.
Les sœurs ont finalement porté plainte contre la ville devant les tribunaux et ont obtenu gain de cause. Par la suite, Smith a détaillé l'intégralité du différend dans un livre de 1877 intitulé Abby Smith and Her Cows, qui comprend des coupures de nombreux journaux qui ont couvert l'histoire.

## Vie privée
À l'âge de 87 ans, Julia Evelina Smith épouse Amos Parker.